# Головченко Федір Петрович
Федір Петрович Головченко (нар. 28 грудня 1918, село Маслівка, тепер неіснуюче село біля міста Чугуїв Харківської області — 2001, місто Київ) — радянський діяч, міністр автомобільного транспорту Української РСР. Депутат Верховної Ради СРСР 7-го скликання, депутат Верховної Ради УРСР 6-го і 8—10-го скликань. Кандидат у члени ЦК КПРС в 1966—1971 роках. Кандидат у члени ЦК КПУ в 1961—1966 та 1971—1986 роках. Член ЦК КПУ в 1966—1971 роках.

## Біографія
Народився в селянській родині. У 1944 році закінчив Московський авіаційний технологічний інститут.
У 1944—1947 роках — начальник технологічного бюро цеху, конструктор ремонтних майстерень авіаційного заводу. У 1947—1952 роках — начальник технологічного бюро відділу головного технолога, начальник цеху Харківського тракторного заводу імені Орджонікідзе.
Член ВКП(б) з 1949 року.
У 1952—1953 роках — заступник секретаря парткому, а в 1953—1958 роках — парторг ЦК КПРС, секретар партійного комітету Харківського тракторного заводу імені Орджонікідзе.
З 1958 до травня 1960 року — заступник завідувача відділу машинобудування ЦК КПУ.
У травні 1960 — березні 1965 року — завідувач відділу машинобудування ЦК КПУ.
22 березня 1965 — 24 березня 1966 року — 2-й секретар Київського обласного комітету КПУ.
24 березня 1966 — 7 квітня 1970 року — 1-й секретар Київського обласного комітету КПУ.
1 квітня 1970 — 26 листопада 1984 року — міністр автомобільного транспорту Української РСР.
Потім — на пенсії у місті Києві.

## Родина
Внук — Головченко Михайло Михайлович, помер у 2013 році. Похований на Байковому кладовищі. Внук — Головченко Володимир Петрович — священик, отець Валеріан http://o-val.ru/ [Архівовано 10 січня 2016 у Wayback Machine.].
Правнук — Ахтирський Ілля Михайлович, народився 2 листопада 2009 року у Києві. Проживає з мамою Ольгою у Києві.

## Нагороди
- орден Леніна
- п'ять орденів Трудового Червоного Прапора (в тому числі 27.12.1968)
- орден «Знак Пошани»
- медалі